# ライデン (餓狼伝説)
ライデン（Raiden、雷電）は、SNK（SNKプレイモア）の対戦型格闘ゲーム『餓狼伝説』シリーズなどに登場する架空の人物。
ここでは彼のもう一つの顔であるビッグ・ベア（Big Bear）も含めて記述する。

## キャラクター設定
かつては正統派のプロレスラーだったが八百長の濡れ衣をかけられ、所属協会から追放処分を受けた。これが元で覆面ヒールレスラーとなってストリートファイトで憂さを晴らしていた所をギース・ハワードに目をかけられ、彼の開催する格闘大会「キング・オブ・ファイターズ」に出場していた（初代『餓狼伝説』）。追放以前は『ファイヤースープレックス』に登場するレスラー、ビッグ・ボンバーダーとコンビを組んでいた。追放の理由となった八百長疑惑はボンバーダーの裏切りによるものである。しかし、テリー・ボガードたちに打ち負かされたことで自らの間違いに気付き、ギースが死亡した（と思われた）こともあり、『餓狼伝説2』（以下『餓狼2』と表記）と『餓狼伝説スペシャル』（以下『餓狼SP』と表記）ではマスクを脱いで正統派レスラー「ビッグ・ベア」に転向する。
『餓狼2』『餓狼SP』での戦いの舞台は、オーストラリアのアリススプリングス。ステージ背景に止めてあるトレーラーには『餓狼2』では「BIG BEAR」と書かれていたが、『餓狼SP』では「SPECIAL」に変更された。奥にはエアーズロックがある。また、『餓狼SP』にて条件を満たして勝負を決すると、キム・カッファンが空を飛んでいく姿を見ることができる。
『餓狼伝説 WILD AMBITION』（以下『餓狼WA』と表記）では時代設定が初代の時に戻っているため、再度悪役のライデンとして登場。『餓狼WA』の1Pカラーはビッグ・ベア時代の衣装に覆面を被せた姿だが、2Pカラーは初代『餓狼伝説』のようにヒゲが無く上半身は裸で下半身はタイツの衣装になっている。
『リアルバウト餓狼伝説 DOMINATED MIND』の初回限定版に同梱されている『SNKファンコレクション 餓狼伝説』のキャラクターのデータベース製作コーナーではビッグ・ベア名義で登場する。
『餓狼 MARK OF THE WOLVES』家庭用版のギャラリーモードで見られるイラストでは「ライデン」としてグリフォンマスクと対戦しているものがある。
スロット作品『餓狼伝説PREMIUM』においては「ライデン」の名で登場しているが、初代『餓狼伝説』『餓狼2』『餓狼SP』および『餓狼WA』の風貌とは大きく異なる。同作では服装がレスラースタイルではなく用心棒然としたスーツ姿になり、マスクはせずにスキンヘッドの頭部を晒し、『餓狼2』『餓狼SP』『餓狼WA』では金色だったヒゲも黒くなっている。
「ライデン」の名前の由来は、江戸時代の力士「雷電爲右衛門」。造形面（覆面・素顔とも）およびファイトスタイルの直接のモデルはアメリカのプロレスラー「ビッグバン・ベイダー」で、前述のビッグ・ボンバーダーの命名の由来でもある。

### 客演作品
『CAPCOM VS. SNK』（以下『CvS』と表記）シリーズでもライデンとして登場して、デザインは『餓狼WA』の1Pカラーのものになっているが、特にギースに従っている様子はなく、むしろ彼と手を切りたがっていることが窺える。ただ、キム・カッファンからは悪役という理由で「悪」と決めつけられて善玉になるように言われるが、実際のところはキムもライデンの本質は決して悪人ではないことを理解しており、ライデンもキムの行き過ぎた正義の押し付けを戒める一言を述べている。また、同じプロレスラーのザンギエフとは意気投合したり、自分と体格の似ているチャン・コーハンに対しては、マスクをつけて「ライデン2号」になるよう勧誘したりしている。他にも「ライデン（来年）も優勝だ！」と日本語の駄洒落を言うこともある。
『ザ・キング・オブ・ファイターズ』シリーズ（以下『KOF』と表記）では、『KOF'94』において、ビリー・カーン、キングとのイギリスチームでの登場が考えられていたが、開発が進むにつれビリー共々不知火舞、ユリ・サカザキに取って代わられることになった。『KOF2003』においても、テリー、ジョー・ヒガシとの餓狼伝説チームでの登場が考えられていたが、開発の途中でグリフォンマスクに取って代わられることになった。
『KOF XII』にて『KOF』シリーズ初登場を果たす。同作にはストーリーは存在しないが、公式サイトで閲覧可能なファイターズプロファイル（ショートストーリー）では、ビッグ・ボンバーダーとのタッグが元々「ヒールの巨漢タッグ」として売り出されていたこと、入場曲が「勇者雷電」であることが描写されている。また、テリーに「ベア」と話しかけられた際に「今日は悪役レスラーのライデンだ」と言っているので、ギミックとして正統派の「ビッグ・ベア」と悪役の「ライデン」を使い分けているようである。『KOF』で参戦する際のデザインは初代『餓狼伝説』のようにヒゲは無いが、衣装がワンショルダーのタイツスーツに変更されている。
『KOF XIII』では、キムとホア・ジャイの2人とチームを組んで、チームを組んでの正式参戦を果たした。なお、このストーリーでは、ギースの部下である悪人だった自身の経歴を利用したチャンとチョイ・ボンゲの悪意によって、ホアと共に無理矢理キムとチームを組まされる羽目になっている。ライデン本人はこの状況を「強力なチームメイトを得る好機」と柔軟に捉え、なおかつ、優勝すればクリーンなイメージが得られると考え、キムにもうまく調子を合わせて順応していたが、実のところチャンとチョイの悪巧みに利用されたことはホア共々相当根に持っており、大会終了後に強烈なしっぺ返しを見舞う。

## ゲーム上の特徴
初代『餓狼伝説』のCPU戦では、ビリーの前に登場。テリーたちを軽く凌駕する威力の通常技、中距離で隙を見せると突如出してくる「毒霧殺法」（ガードすればダメージは受けない）、投げ間合いが非常に広い「ハンギングブル」、3回喰らえば確実にKOされる高威力の投げ技の存在など、ライデンに接近戦を挑むのは無謀ともいえるほどの強敵だった。その反面「パワーウェーブ」を初めとする飛び道具を出すと、途端にガードを固めるなどの脆さも見せた。アンディ・ボガードの「空破弾」（初代での技名は「昇龍弾」であった）を根元から食らうと3ヒットするうえにそのまま倒されてしまう。
プレイヤーデビュー作の『餓狼2』ではプロレスラーであるにも拘らず、必殺技にコマンド投げが存在しないという稀有な性能であった。同作のバージョンアップ版の『餓狼SP』ではコマンド投げで間合いも広い「ベアボンバー」が追加され、相手の僅かな隙にこの技を決めるのが基本となる。また、プロレスラーだけあり、投げ技・掴み技の数は山田十平衛を上回る。
戦闘スタイルとしては、判定が大きくダメージも高い打撃技を牽制として出して相手の攻撃を潰したり、相手が隙を晒したときに威力の高い強攻撃や、「ベアボンバー」を初めとする投げ技を叩き込むのが基本。ビリーのように自分の武器に食らい判定を持つ相手に対しては、牽制で出す通常技が効果を発揮する。
ただし、キャラクターの体格や技の当たり判定が大きい分、食らい判定や隙も大きいため、飛び道具、無敵技、強い攻撃判定の技を持つ相手には苦戦を強いられる。また、連続技に組み込める必殺技が、最初の溜め段階の「スーパードロップキック」以外に無く、しかも入力は難しい。投げ技も特に決めやすいという程でもなく、相手のわずかな隙に投げを決めるなどの工夫が必要。ダイアグラム的には苦戦を強いられやすい職人向けキャラクターである。
反面、超必殺技や「スーパードロップキック」の威力の高さは激甚である。とりわけ『餓狼SP』にて、最終段階まで溜めた「スーパードロップキック」の威力は、超必殺技の「ファイアーブレス」を遥かに凌駕し、相手の隙に叩き込むことができれば絶大な効果をもたらす。

## 技の解説

### 特殊技
ベアクロー
『餓狼2』および『餓狼SP』での避け攻撃。発生は遅いが、攻撃のリーチの長さはアクセル・ホークの避け攻撃「ダッキングブロー」に次ぐ。
ダブルスレッジハンマー
『餓狼WA』で使用するハンマーナックル。
バッファローセントーン
『餓狼WA』の技。空中で跳ねてヒップアタックを仕掛ける。
ハンマースイング
『餓狼WA』の技。下段パンチと下段両手突きの連係技。
バッファローボール
『餓狼WA』で使用する前転。ダウン中の相手に対して、攻撃判定がある。

### 通常投げ
以下で説明する投げ技や組み技は『餓狼2』および『餓狼SP』での技である。
パワーボム
相手を両手で掴んで大きく持ち上げてから地面に叩き付ける。いわば「爆発を起こさないベアボンバー」。
リフトアップスルー
相手を抱えてから、後方に放り投げる。
バックドロップ
相手を両手で掴んで持ち上げてから、後ろの地面に叩き付ける。
ラリアットドロップ
相手の首を抱え込んでから、自分の体重を乗せて、自分も倒れこむように地面に叩き付ける。
ネックハング
相手を掴んで持ち上げてから、首を連続で締め上げる。
ベアハッグ
相手を抱え込んで強烈に締め上げる。レバー入力が、十平衛の「熊殺し」、アクセルの「ローリングバスター」と同じ。威力はベアの他の掴み技よりも大きい。
ヘッドバット
相手を掴んで持ち上げてから、連続で頭突きを叩き込む。

### 必殺技
毒霧
口から緑色の液体を吹きかける技。悪役レスラーとしての面を象徴する技であり、ビッグ・ベアの時は使用しない。
技名は作品により異なり、初代『餓狼』では「毒霧殺法」、『餓狼WA』では「DOKUGIRI」と表記される。
ハンギングブル
初代『餓狼』で使用。片手で行うネックハンギングツリー。投げ間合いが非常に広い。
スーパーファミコン版では「首絞め」表記でコマンド投げ、メガドライブ版（以下MD版と表記）では「ハンギング・ブル」表記で通常投げ。
ロケット・アタック
MD版の初代『餓狼』のみ使用可能。飛び込み頭突き。
逃げフットワーク
MD版の初代『餓狼』のみ使用可能。バックステップをする移動技。
ジャイアントボム
クラウチングスタートの姿勢から、掛け声を発しながらショルダータックルで突進する。CPUが使用しているときはためコマンド無しで出してきてジョー・ヒガシの「スクリューアッパー」もすり抜けてくる。『餓狼SP』では身構えている間は全身無敵。ヴォルフガング・クラウザーの「カイザーウェイブ」も避けることが可能。突進を始める直前からは上半身のみ無敵状態となる。
『CvS』では身構える時間と無敵時間が短くなったが、突進を始める瞬間までは無敵。
スーパードロップキック
前方へ強烈なドロップキックを繰り出す。強キックボタンを押しっぱなしにし、一定時間経過後にボタンを離すと、押していた時間に比例して威力が変動する。『餓狼SP』までは、1分近く溜めると、超必殺技「ファイアーブレス」の威力を上回る。
ベアボンバー
『餓狼SP』のみ使用するコマンド投げ。通常投げの「パワーボム」で相手を叩きつけて爆発を起こす。威力は通常投げと変わらないが、最大の長所は投げ間合いが広く設定されていること。相手の突進技をガードしたときを初め、様々な状況からこの技を決めることが可能。
サンダーデスドライバー
『餓狼WA』でのコマンド投げ。いわゆるパイルドライバー。
サンダークラッシュボム
『CvS』シリーズでの技。レバー1回転入力のコマンド投げ。相手を掴んで地面に叩きつけた後に、相手の体を掴んで高く飛び上がり、斜め下に放り投げる。投げた後の反動で、ライデンは空中で飛び上がってから後方へ降下していく。
ライデンコンビネーション・ボディブロー
『CvS』シリーズでの技。少し前進して、ボディブローを繰り出す。
ヘッドバット
「ライデンコンビネーション・ボディブロー」の追加入力技の1つ。ボディブローを叩き込んだ後に、頭突きで追撃する。頭突きを食らった相手は高く吹き飛んでダウンする。
フロントスープレックス
「ライデンコンビネーション・ボディブロー」の追加入力技の1つ。ボディブローを叩き込んだ後に、相手を掴んで後方へ投げ飛ばす。ボディブローが当たった時に間合いが離れすぎていると空振りする。ガードで防ぐことはできない。
ジャンピングラリアットドロップ
『CvS』のEXライデンの技。前方へ低く飛びかかり、捕えた相手を脇に抱えこんで地面に叩きつける。相手が地上にいて（空中の相手でも、低空であれば有効）、ある程度離れた状態で出すことで決まる。離れすぎた状態で出したり、しゃがんだ状態で出しても必ず空振りする。相手を捕えられなかったときは地面に倒れこみ、その際の隙は大きい。
ライデンボム
『KOF』シリーズで使用する対空投げ。
ヘッドクラッシュ
『KOF』シリーズで使用するコマンド投げ。

### 超必殺技
ファイアーブレス
大きく息を吸い込み、口から炎を噴き出す技。ビッグベアとして登場した時に使用していた技だが、ライデンとして登場した『CvS』でも使用している（EXライデンは使用不可）。開発スタッフのコメントでは「体内にベア火炎袋が存在し、空気を吸い込むことによって炎を吐くことができる」と解説されている。
トールハンマー
『餓狼WA』での超必殺技。ラリアットを連発した後に、電撃を纏ったハンマーナックルでとどめをさす乱舞技。
バーサークトライデント
『餓狼WA』での超必殺技。相手の両腕を掴んだ後、連続して投げ技を叩き込む。
サークルハリケーン
『餓狼WA』でのオーバードライブパワー。コマンドは上記の「ベアボンバー」と全く同じ。いわゆるジャイアントスイング。
デストラクションドロップ
『CvS』シリーズでのスーパーコンボ。2回転コマンドの投げ技。「サンダークラッシュボム」の動作で相手を何度も地面に叩きつけた後に、相手の体を掴んで飛び上がり、そのまま自分の体ごと地面に勢い良く叩き付ける。Lvが上がるにつれて、最初に相手を叩き付ける回数が増えていき、Lv.3は3回叩き付けてから飛び上がる。コマンド入力が完了した時点で相手が地上にいて、なおかつ有効間合いにいれば、技の動作中であっても回避されることは無い。
Lv.3は、有効間合いと威力の高さに優れている。
クレイジートレイン
『CvS』のEXライデンのスーパーコンボ。肘を打ち下ろしてから何度も打撃を浴びせて、「ジャイアントボム」でとどめを刺す。発生が非常に早く、弱攻撃をキャンセルして出しても連続でつながる。
『KOF XIII』でも超必殺技として使用する。
スーパーライデンドロップ
『KOF』シリーズでの超必殺技。コマンド投げ。
ライデンボンバー
『KOF XIII』で使用するNEO MAX超必殺技。電撃を纏ったラリアットを繰り出す。

## 担当声優
- 竹田団吾（『餓狼2』、『餓狼SP』、攻略ビデオ『餓狼伝説スペシャル 〜超絶武闘会〜』）
- ジョン・フラトン（『WILD AMBITION』、『CAPCOM VS. SNK』シリーズ）
- 郷里大輔（電撃CD文庫『餓狼伝説　宿命の闘い』『ザ・キング・オブ・ファイターズXII』）
- イアン・ギブ（『ザ・キング・オブ・ファイターズXIII』）
- 江川央生（アニメ『バトルファイターズ 餓狼伝説』および『餓狼伝説 -THE MOTION PICTURE-』）

## 関連人物
- ギース・ハワード - 元・主人
- ビリー・カーン - 元・同僚
- ホア・ジャイ - ハワード・コネクション時代からの知己、『KOF XIII』でのチームメイト
- テリー・ボガード - 好敵手
- キム・カッファン - テリーの知人、『KOF XIII』でのチームメイト
- ビッグ・ボンバーダー - 元・パートナー
- ザンギエフ - 『CAPCOM VS. SNK』シリーズでの好敵手